# باوراگای
باوراگای (به لاتین: Bauragai) یک منطقهٔ مسکونی در افغانستان است که در ولایت بلخ واقع شده‌است.